# Olympische Sommerspiele 2000/Teilnehmer (San Marino)
| Gelbes Symbol für Goldmedaillen mit stilisierten Olympischen Ringen | Graues Symbol für Silbermedaillen mit stilisierten Olympischen Ringen | Braundes Symbol für Bronzemedaillen mit stilisierten Olympischen Ringen |
| ------------------------------------------------------------------- | --------------------------------------------------------------------- | ----------------------------------------------------------------------- |
| —                                                                   | —                                                                     | —                                                                       |

San Marino nahm an den Olympischen Sommerspielen 2000 in Sydney, Australien, mit einer Delegation von vier Sportlern, drei Männer und eine Frau, teil.

## Teilnehmer nach Sportarten

### Leichtathletik
- Gian Luigi Macina
Marathon: 74. Platz

### Schießen
- Francesco Amici
Trap: 32. Platz

- Emanuela Felici
Frauen, Trap: 7. Platz

### Schwimmen
- Diego Mularoni
1500 Meter Freistil: 39. Platz